# Tekken Advance
Tekken Advance – japońska konsolowa gra akcji wyprodukowana i wydana przez Namco w 2001 i 2002 roku.

## Rozgrywka
Tekken Advance powstało na podstawie gry Tekken 3 z PlayStation. W grze znajdują się postacie (Nina, Xiaoyu, Law, Yoshimitsu, Gun Jack, King, Jin i Hwoarang) z trzeciej części gry a gracz może walczyć podobnie jak w Tekken 3. 